# مسجد العاسرة

يقع المسجد التاريخي في بني عَمرو التابعة لمحافظة النماص بمنطقة عسير

مسجد العاسرة، هو مسجد آثري يقع في قرية العاسرة بمركز بني عمرو بمحافظة النماص التابعة لمنطقة عسير (جنوب غرب  السعودية)، أسس في القرن التاسع الميلادي (القرن الثاني الهجري).

## التاريخ
يعود تاريخ بناء مسجد العاسرة في مركز بني عمرو إلى عام 190 هـ، بحسب هيئة التراث السعودية، وبني المسجد بالحجارة وسُقف بخشب العرعر ولبست جدرانه بمادة الشيد ويضم المسجد خزاناً للمياه، يستفيد من مياه الأمطار في المنطقة الجبلية الماطرة جنوب المملكة. ويتكون المسجد من قسم مسقوف مربع الشكل، بمساحة تبلغ 55 متراً مربعاً، وقسم آخر خارجي غير مسقوف.